# Yang Zhongjian

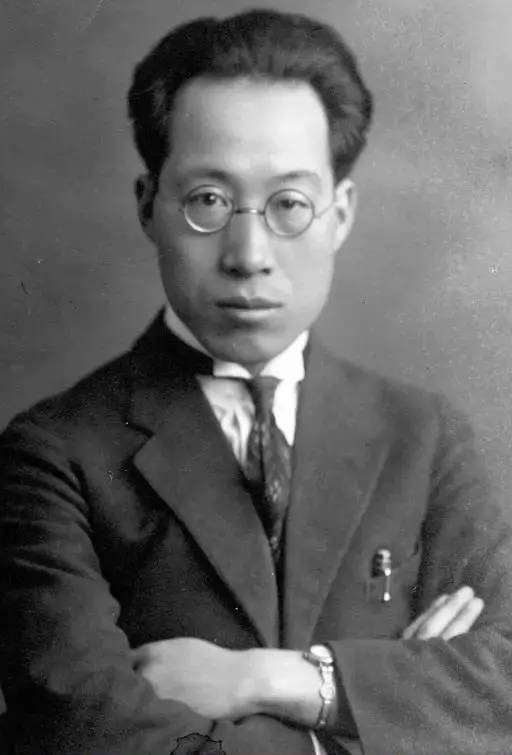
Yang Zhongjian, 1922

Yang Zhongjian, auch als C.C. (Chung Chien) Young zitiert (chinesisch 楊鍾健 / 杨锺健; * 1. Juni 1897 in Huaxian, Shaanxi; † 15. Januar 1979), war ein chinesischer Paläontologe. Er gilt als Begründer der Wirbeltier-Paläontologie in China.
Yang machte 1923 seinen Abschluss in Geologie an der Universität Peking und wurde 1927 an der Ludwig-Maximilians-Universität München in Wirbeltier-Paläontologie promoviert. Ab 1928 arbeitete er für das vom Kanadier Davidson Black gegründete Cenozoic Research Laboratory des Geological Survey of China und war an Ausgrabungen des Peking-Menschen in Zhoukoudian beteiligt (unter Leitung von Pei Wenzhong). Er war der Gründer des Instituts für Wirbeltierpaläontologie und Paläoanthropologie der Chinesischen Akademie der Wissenschaften in Peking und leitete auch das Pekinger Naturhistorische Museum.
Er war ab 1933 bis in die 1970er Jahre für große Kampagnen für Dinosaurierausgrabungen in China verantwortlich. Dabei beschrieb er die frühen Sauropoden Yunnanosaurus, Lufengosaurus (beide in den 1940er Jahren), den Hadrosaurier Tsintaosaurus (1958), den großen Sauropoden Mamenchisaurus (1954) und den ersten in China gefundenen Stegosaurier Chialingosaurus (1958). Er arbeitete auch über Fossilien von Krokodilen, Therapsiden (eine Gruppe von frühen Säugerverwandten) und primitiven Säugern.
Er liegt neben den chinesischen Pionieren der Ausgrabung des Pekingmenschen, Jia Lanpo und Pei Whenzong, begraben. Er war Mitglied der Linnean Society und wurde mehrfach als Delegierter in den chinesischen Volkskongress gewählt. Er war Ehrenmitglied des Instituts für Wirbeltierpaläontologie am Paläontologischen Museum Moskau. 1962 wurde er Ehrenmitglied der Society of Vertebrate Paleontology.
Er veröffentlichte über 400 wissenschaftliche Arbeiten und drei Bücher.
Zu seinen Schülern und Mitarbeitern zählt Dong Zhiming.